# Acacia polystachya
Acacia polystachya — вид квіткових рослин з родини бобових. Ареал: Австралія (Квінсленд).

## Середовище
Його можна знайти вздовж пляжів, струмків і річок, де він росте на алювіальних ґрунтах, часто як частина лозово-кущових заростей.

## Біоморфологічна характеристика
Дерево зазвичай досягає висоти від 3 до 25 м і має гладку або гофровану кору від темно-коричневого до сірого кольору. Має сплощені або кутасті гілочки сірого, коричневого або пурпуруватого кольору. Вузькоеліптичні філодії іноді асиметричні і мають пряму або серпувату форму; вони голі, мають довжину від 7,5 до 25 см і довжину від 10 до 32 мм і мають два-три видатні жилки. Цвіте з квітня по липень, утворюючи жовті квітки. Квіткові колоски мають довжину від 3,5 до 7,5 см і нещільно розташовані смугами блідо-жовтих квіток. Чорноваті стручки мають лінійну форму, прямі або злегка стиснуті між насінням і вкриті білим порошковим нальотом. Голі стручки можуть бути сильно вигнутими і нерівномірно закрученими, довжиною від 8,3 до 13 см. Чорне насіння всередині стручка розташоване поздовжньо і має дископодібну форму, у довжину від 3,5 до 4,2 мм.